# 燃料

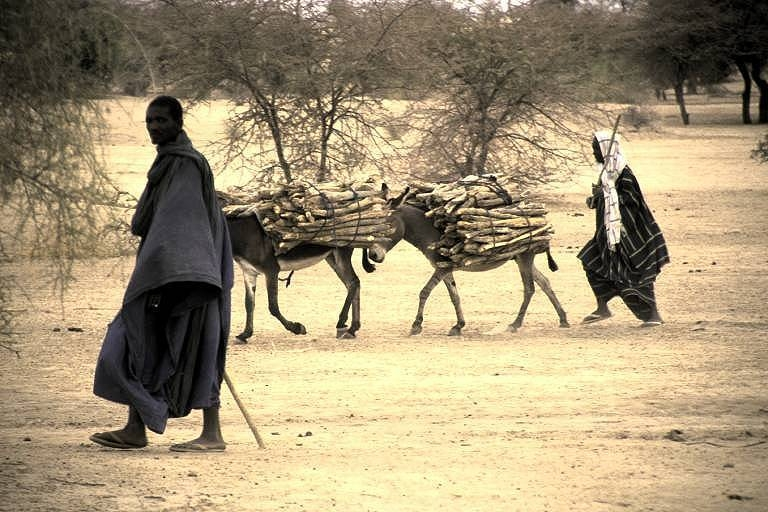
木は最も古くから利用されてきた燃料の1つである

燃料（ねんりょう）とは、化学反応・原子核反応を外部から起こすことなどによってエネルギーを発生させるもののことである。古くは火をおこすために用いられ、次第にその利用の幅を広げ、現在では火をおこさない燃料もある。

## 歴史
人間は火を利用することで文明を発展させたと言われるほど、火の利用は人類の文明にとって重要である。したがって、それを得る材料となる燃料は、人類の進歩を支えてきたと言っていい。人類の最初の燃料は、ほぼ間違いなく植物であった。主力は材木であるが、枯葉や小枝、あるいは綿毛までもが火種や点火の補助などに用いられた。後に火力を増すために木炭に加工する方法が開発される。

## 利用目的
燃料は火を得るために用いられる。そのもっとも初期の利用目的は熱と光である。

### 熱源
暖房と調理のための熱源として火が求められ、そのために燃料が使用された。おそらく当初はたき火がその両方に用いられた。その後調理のためには竈などが開発されるが、暖房にも利用された。暖房のためにはストーブなどが発明された。ストーブは調理に使用することもある。

### 光源
当初はたき火がその目的で使用されたであろうが、できれば高い位置にあることが望ましい。例えば映画などの原始人の描写には、火のついた木の棒を片手にかざす姿がよく描かれる。より効果的にするためにたいまつなどが工夫され、さらにはランプや行灯などが作られ、次第に液体燃料への依存が進む。

### 動力源
蒸気機関の開発以降、燃料は動力として利用されるようになった。蒸気機関においては燃料は熱源であり、何でも良かったが、内燃機関では気化した液体燃料などを利用し、流体の燃料の利点がはっきりしている。

### 電気
もう一つは、電気エネルギーへの変換である。発電機を介するものは動力への利用に近いが、燃料電池ではより直接に電気エネルギーへの変換が行われる。

## 分類

### 固体燃料・液体燃料・気体燃料
燃焼前の段階で、固体であるものを固体燃料、液体であるものを液体燃料、気体であるものを気体燃料という。このうち固体燃料は取り扱いが簡単であり、最初に使われた。これに対して液体燃料や気体燃料は保管にしても燃焼装置にしてもやや技術が必要とされるので、後の時代に使われるようになった。しかし、技術が向上すれば、流体は管を通じて流すことができ、その量を調節しやすいなど、応用の幅が広い。

#### 固体燃料
- 泥炭
- 石炭
  - 褐炭
  - 瀝青炭
  - 無煙炭
  - コークス
- 練炭
- 薪（まき）
- 木質ペレット
  - オガライト（オガクズを固形にしたもの）
    - オガ炭（オガライトを炭化させたもの）
- 木炭
- 蝋
- 固形燃料（主にアルコールを固形化したもの）
- 廃棄物固形燃料 （ごみ固形燃料） (RDF)

#### 液体燃料
- 石油
  - 原油
  - 軽質油
    - ガソリン
    - 灯油
    - 軽油

  - 重質油
    - 重油
    - アスファルト
- 植物油
  - ナタネ油
  - 廃食用油
  - 松根油
- アルコール類 （メタノール、エタノールなど）
- その他
  - エマルジョン燃料

#### 気体燃料
- 天然ガス
- 液化石油ガス
- 水素
- ジメチルエーテル

### 植物性燃料・動物性燃料・鉱物性燃料
燃料の由来によって現在の植物から得られるもの（木炭など）を植物性燃料、動物から得られるもの（動物性脂肪など）を動物性燃料、過去の生物に由来するもの（石炭・石油など）を鉱物性燃料（化石燃料）という。これについてははじめの2つの利用が古く、化石燃料の使用は後の時代からである。化石燃料は蓄積量が多く、これを利用することで多大なエネルギーの利用が可能になった反面、現在の地球の生態系でのエネルギーの流れを上回る量を消費することで、地球環境に多大な負荷をかけるようになった。そのため、前2者への転換が検討されている。

## 代替燃料
代替燃料とは従来の化石燃料(主に石油)に代わる物として生物資源や廃棄物から製造される燃料である。古くは第二次世界大戦中に木炭から出来るガスで木炭バスを走らせたり松根油を内燃機関の燃料として使用が検討された。その後、石油等の化石燃料の供給が安定すると顧られなくなったが、オイルショックを機にバイオマス等の非化石燃料の研究が進められたが、オイルショックが去ると再び顧られなくなった。その後、化石燃料の供給が不透明になり始め近年再び研究が盛んに行われつつある。これには石油や石炭の価格が高騰した事により従来採算が取れなかったこれらの非化石燃料の採算がとれるようになったこともその背景にある。石炭液化やGTLも代替燃料として扱われる。

### 代替燃料と代用燃料の違いに関して
代替燃料とは恒久的、或いは供給状況や必要に応じて随時、本来の燃料と可逆的に切り替えて使用する事が前提の燃料（バイオエタノール等）であるのに対して、代用燃料とは本来の燃料の供給が逼迫した事により不本意ながら状況が打開されるまでの間使用を続けざるを得ない燃料（木炭ガスや松根油等）である。太平洋戦争直前の1941年9月11日より、日本では営業用タクシー車両は原則代用燃料仕様車とされ、既存のガソリンエンジン搭載車から改造が進められた。改造に要する補助金対象は燃料別とされ石炭、コーライト（低温コークス）、木炭、薪、天然ガス、液化ガス、アセチレンの順で奨励された。

## インターネットスラングとしての「燃料」
- 燃料という言葉は、2ちゃんねるなどの電子掲示板での祭りや、ブログなどの炎上などをより加速、激化させるような、いわば「火に油を注ぐ」ネタのことを指すインターネットスラングとしても使われる[2]。